# 熱情鼓動的結果
《熱情鼓動的結果》，是日本樂團B'z的第三十三張單曲

## 簡介
- 距離上一張單曲GOLD10個月後所發行的單曲
- 12張專輯GREEN發行前先行發售
- 最終銷量約50.1萬張。

## 製作人員
- 松本孝弘：吉他・全曲作曲・編曲
- 稲葉浩志：主唱・全曲作詞
- 山木秀夫：鼓（#1）
- Shane Gaalaas：鼓（#2）
- 徳永暁人：貝斯（#1,3）・編曲（#1,3）
- Billy Sheehan：貝斯（#2）
- 池田大介：編曲（#2）

## 收錄曲
- 1.熱情鼓動的結果（熱き鼓動の果て）
- 2.黎明不要來（夜よ明けないで）
- 3.在虚幻的此時挑戰吧（挑めよ儚いこの時に）

## 主題曲
- TV ASAHI NETWORK SPORTS 2002主題曲。（#1）
- 「パンパシ水泳横浜 2002」大会官方主題曲。（#1）

## 收錄專輯
- GREEN（#1）
- B'z The Best "Pleasure II"（#1）
- B'z The Best "ULTRA Pleasure"（#1）